# Ljubljanica
La Ljubljanica (in tedesco Laibach, in italiano Lubianizza, desueto) è un fiume della Slovenia centro-occidentale che scorre per la città di Lubiana, formato dalle acque di nove sorgenti carsiche a monte dell'abitato di Nauporto, provenienti dal fiume Piuca, che ha creato le grotte di Postumia.

## Galleria d'immagini

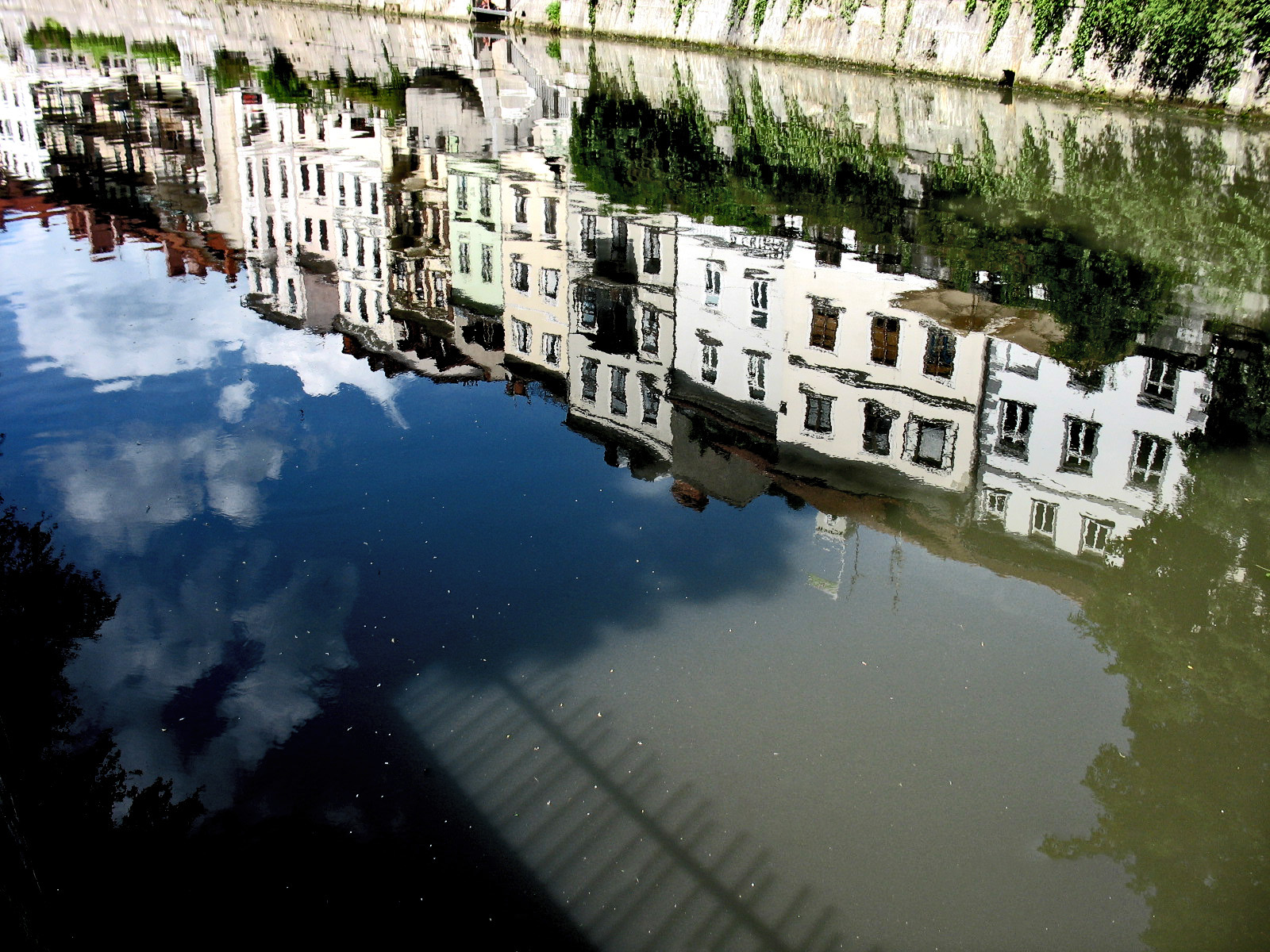
Riflesso delle case sul fiume a Lubiana
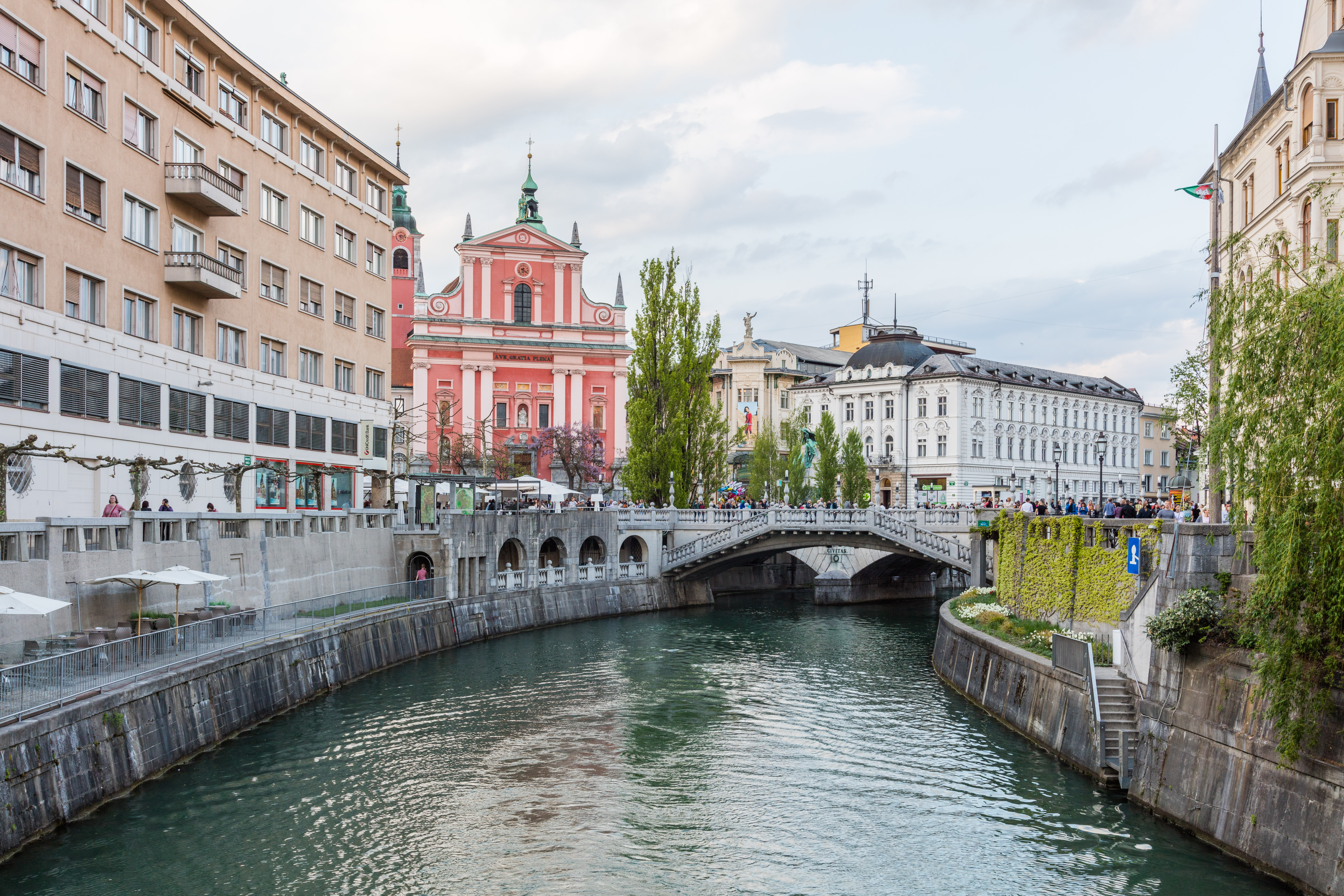
Il centro di Lubiana (con sullo sfondo la Chiesa francescana dell'Annunciazione) visto dal fiume
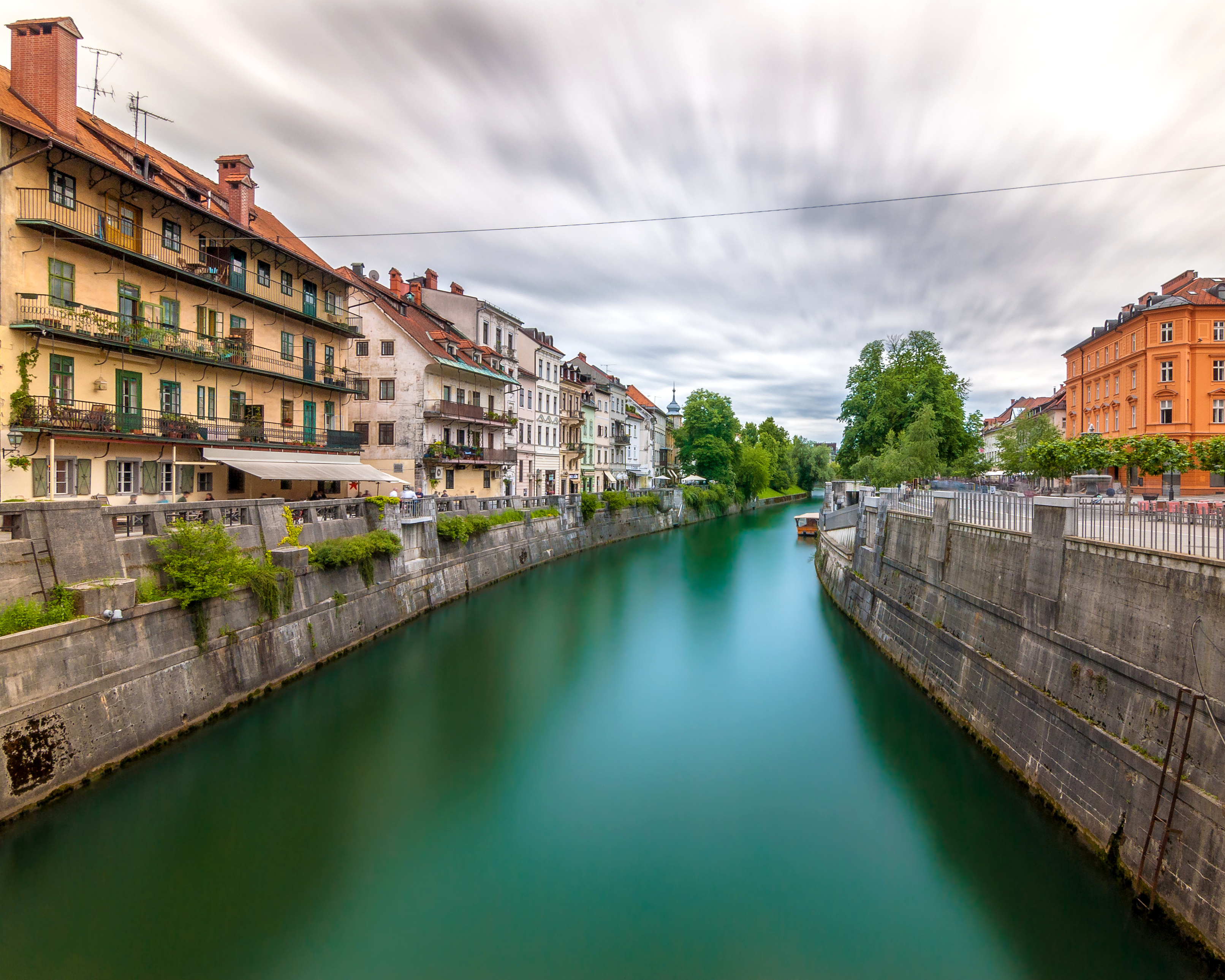
Il fiume visto dal ponte Cobbler a Lubiana
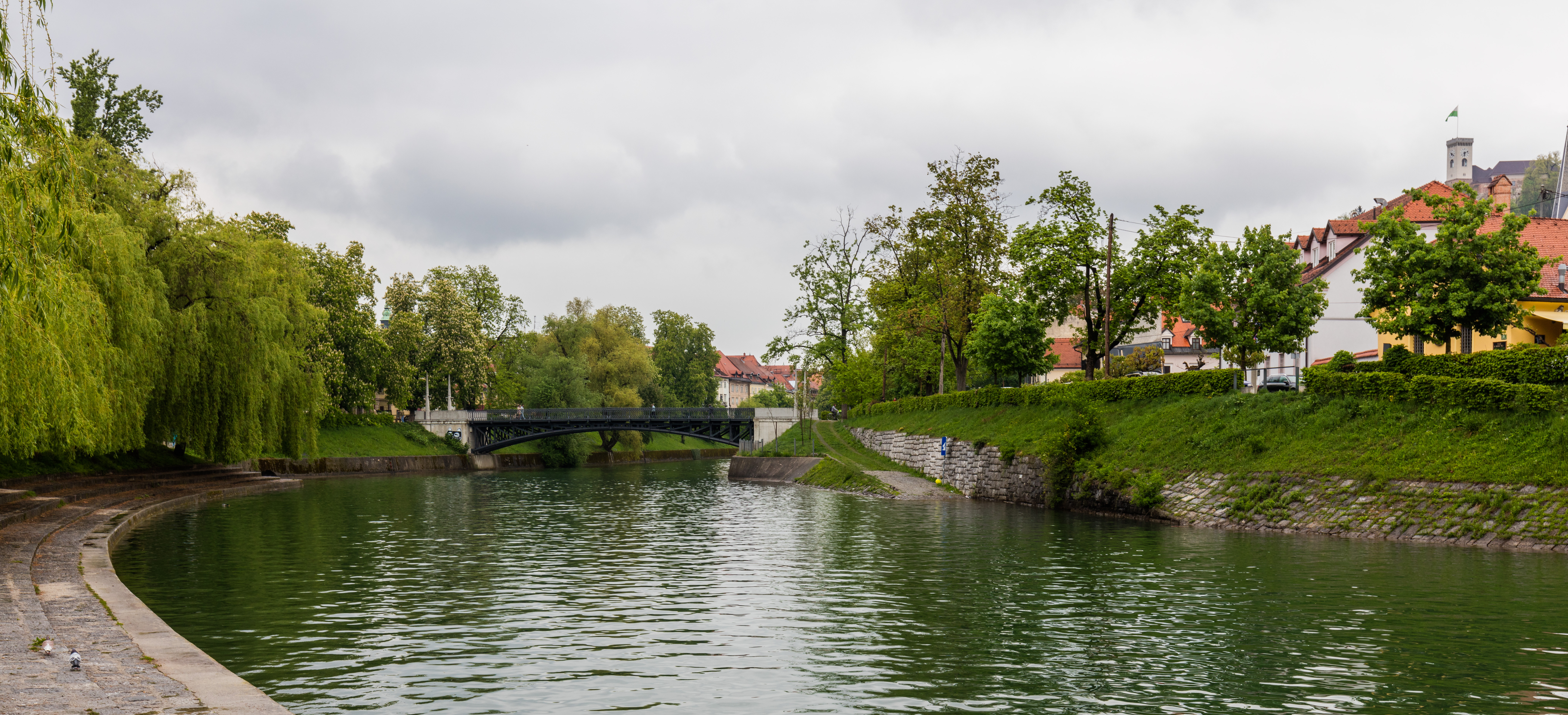
Fiume Ljubljanica nel distretto di Trnovo a Lubiana